# Ross Cain
Ross Melvin Cain – nauruański polityk.
Krótko pełnił funkcję wiceprzewodniczącego parlamentu. 18 kwietnia 2000 złożył rezygnację, jednak już dzień później ponownie objął stanowisko zastępcy przewodniczącego izby. Był ministrem robót publicznych, ministrem spraw wewnętrznych, a także ministrem gospodarki i spraw zagranicznych. 13 marca 2003 został wybrany przewodniczącym parlamentu. W wyborach parlamentarnych z maja 2003 nie uzyskał mandatu. Później był sekretarzem NFMA.